# Liste des webisodes de Fear the Walking Dead
Ne doit pas être confondu avec Liste des épisodes de Fear the Walking Dead.
La liste des webisodes de Fear the Walking Dead, série télévisée américaine, est constituée de 2 webséries.

## Panorama des saisons
| Saison Websérie | Épisodes Webisodes | Années    | Diffusion originale sur AMC | Diffusion originale sur AMC |
| Saison Websérie | Épisodes Webisodes | Années    | Début de saison             | Fin de saison               |
| --------------- | ------------------ | --------- | --------------------------- | --------------------------- |
| Flight 462      | 16                 | 2015-2016 | 4 octobre 2015              | 26 mars 2016                |
| Passage         | 16                 | 2016-2017 | 17 octobre 2016             | 9 avril 2017                |

## Liste des webisodes

### Fear the Walking Dead: Flight 462(2015-2016)
- Voir Fear the Walking Dead: Flight 462 (en)

Entre la première et la deuxième saison, seize webisodes de moins d'une minute ont été mis en ligne à partir du 4 octobre 2015 sur le site internet de la chaîne AMC pour une durée totale de 14 min 28 s. L'intrigue a été centrée sur l'effet de l'épidémie lors d'un vol en avion commercial avec Alex (Michelle Ang) et Jake Powell (Brendan Meyer (en)).
En France, elle a été diffusée sur le site de Canal+. Une conclusion à la websérie est donnée lors du troisième épisode de la deuxième saison de Fear the Walking Dead (Ouroboros).
1. titre français inconnu (Part One)
2. titre français inconnu (Part Two)
3. titre français inconnu (Part Three)
4. titre français inconnu (Part Four)
5. titre français inconnu (Part Five)
6. titre français inconnu (Part SIx)
7. titre français inconnu (Part Seven)
8. titre français inconnu (Part Eight)
9. titre français inconnu (Part Nine)
10. titre français inconnu (Part Ten)
11. titre français inconnu (Part Eleven)
12. titre français inconnu (Part Twelve)
13. titre français inconnu (Part Thirteen)
14. titre français inconnu (Part Fourteen)
15. titre français inconnu (Part Fiveteen)
16. titre français inconnu (Part Sixteen)

### Fear the Walking Dead: Passage(2016-2017)
Entre la deuxième et la troisième saison, seize webisodes de moins d'une minute ont été mis en ligne sur le site internet de la chaîne AMC avec Dave Erickson, à la production, Andrew Bernstein, à la réalisation tandis que Lauren Signorino et Michael Zunic au scénario. L'intrigue a été centrée sur Sierra (Kelsey Scott) et Gabi (Mishel Prada).
1. titre français inconnu (Part One)
2. titre français inconnu (Part Two)
3. titre français inconnu (Part Three)
4. titre français inconnu (Part Four)
5. titre français inconnu (Part Five)
6. titre français inconnu (Part SIx)
7. titre français inconnu (Part Seven)
8. titre français inconnu (Part Eight)
9. titre français inconnu (Part Nine)
10. titre français inconnu (Part Ten)
11. titre français inconnu (Part Eleven)
12. titre français inconnu (Part Twelve)
13. titre français inconnu (Part Thirteen)
14. titre français inconnu (Part Fourteen)
15. titre français inconnu (Part Fiveteen)
16. titre français inconnu (Part Sixteen)